# The Good Son
The Good Son je šesté studiové album rockové skupiny Nick Cave and the Bad Seeds, vydané v dubnu 1990 u vydavatelství Mute Records. Nahráno bylo v říjnu 1989 v São Paulu, kde Cave v té době žil, a mixováno bez účasti Cavea v Berlíně od listopadu do prosince toho roku.

## Seznam skladeb
| Pořadí | Název            | Délka |
| ------ | ---------------- | ----- |
| 1.     | Foi Na Cruz      | 5:39  |
| 2.     | The Good Son     | 6:01  |
| 3.     | Sorrow's Child   | 4:36  |
| 4.     | The Weeping Song | 4:21  |
| 5.     | The Ship Song    | 5:14  |
| 6.     | The Hammer Song  | 4:16  |
| 7.     | Lament           | 4:51  |
| 8.     | The Witness Song | 5:57  |
| 9.     | Lucy             | 4:17  |

## Obsazení
Nick Cave and the Bad Seeds
- Nick Cave – zpěv, klavír, varhany, harmonika
- Mick Harvey – baskytara, kytara, vibrafon, perkuse, doprovodné vokály
- Blixa Bargeld – kytara, doprovodné vokály
- Kid Congo Powers – kytara
- Thomas Wydler – bicí, perkuse

Ostatní
- Alexandre Ramirez – housle
- Altamir Tea Bueno Salinas – housle
- Helena Akiku Imasoto – housle
- Lea Kalil Sadi – housle
- Akira Terazaki – viola
- Glauco Masahiru Imasoto – viola
- Braulio Marques Lima – violoncello
- Cristina Manescu – violoncello
- Roland Wolf – klavír